# Parc national de Bến En
Le parc national de Bến En (Vietnamien: Vườn quốc gia Bến En) est un parc national de la province de Thanh Hóa au Viêtnam. Le parc national a été fondé par la décision 33 du 27 janvier 1992 par le premier ministre du Viêt Nam.

## Localisation
Le parc national est situé dans les districts Như Thanh et de Như Xuân, de la province de Thanh Hóa. Le parc se trouve à environ 36 kilomètres à l'ouest de Thanh Hóa. Ses coordonnées : nord 19°31' à 19°43  - est 105°25' N à 105°38' E. La surface totale est de 14,735 hectares, dont 8,544 ha de forêt primitive. Il y a des monts, des collines, des ruisseaux, des rivières ainsi qu'un lac de montagne de 3000 hectares avec 21 îlots. 

## Biodiversité
Plusieurs espèces rares se côtoient dans ce parc, 1389 espèces de plantes, 1004 espèces animales, 66 espèces des mammifères (29 listés dans le livre rouge de données du Viêtnam tel que le lorisidae, Nomascus leucogenys…). On retrouve 462 variétés florales de 125 ordres, 1000 espèces de la faune avec 91 espèces d'animaux, 201 d'oiseaux, 54 de reptiles, 31 d'amphibiens, 68 de poissons et 499  d'insectes,.

## Tourisme
L'attraction principale de ce parc national est le lac Song Muc qui peut être exploré par bateau. Deux autres attractions touristiques, une grotte dans la partie sud du parc et un sentier forestier qui se trouve sur l'une des îles. Ces deux sites sont accessibles par bateau. 

## Groupes ethniques
Dans ce parc national, différents groupes ethniques dont les Viêt, les Muong, les Thai et les Thô, y vivent.

## Référence
1. ↑  « Ben En National Park - A Biodiversity Study », Tordoff, A. et al., 2000 (consulté le 23 novembre 2011)
2. ↑  Hoang, Van Sam, « Uses and Conservation of Plant Biodiversity in Ben En National Park », 2009 (consulté le 23 novembre 2011)